# Inmigración en los Estados Unidos

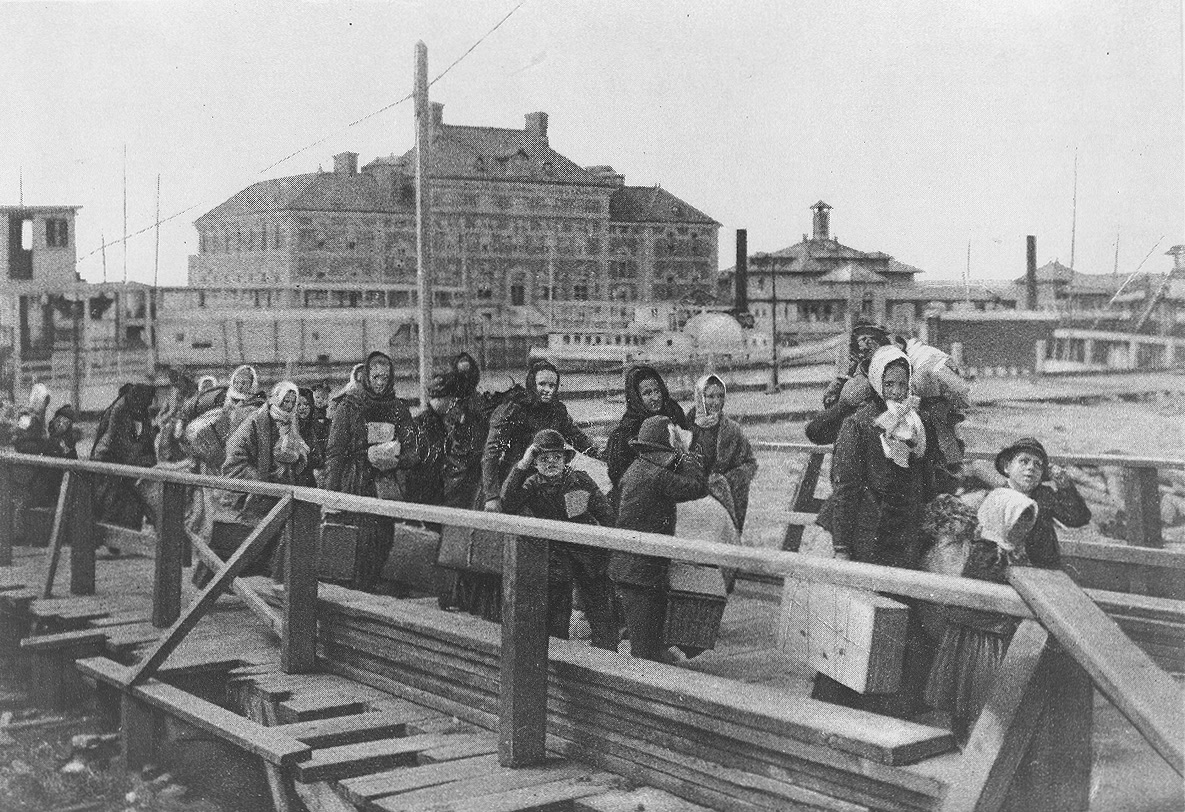
Inmigrantes entran a los Estados Unidos a través de la Isla Ellis, el mayor lugar de entrada a los Estados Unidos entre 1892 y 1954.

La inmigración en los Estados Unidos influye sobre la demografía y cultura del país. Desde el momento de fundación del estado una gran cantidad de los migrantes se trasladó para los Estados Unidos según causas religiosas, políticas o económicas o fueron reducidos a la esclavitud a la fuerza.
El pico de inmigración cayó al período del 1892 al 1924. Hoy en día los Estados Unidos tienen más inmigrantes legales que cualquier otro país del mundo.
Después de liberalización de la política de migración en 1965, el número de inmigrantes de primera generación que residen en los Estados Unidos ha crecido cuatro veces: de 9.6 millones en 1970 a aproximadamente 38 millones en 2007. Según un censo realizado el 2018 en los Estados Unidos residen 44.7 millones de inmigrantes. Desde el 2000 al 2018 a los Estados Unidos llegaron unos 20 millones de inmigrantes.
Si al final del siglo XIX el 84.9% de los inmigrantes provenían de Europa, hacia el año 1990 su parte ha reducido hasta 22%, y la parte de los inmigrantes de Asia y América Latina ha crecido de 2.5% a 67.7%.

## Historia
Después del descubrimiento de América por Cristóbal Colón en 1492, el continente norteamericano fue poblado por los europeos, entre los que se encontraban los españoles, que fueron los primeros en llegar, franceses, holandeses e ingleses.
En 1790 se tomó la Ley de Naturalización según la que se podía naturalizarse sólo la “gente blanca libre”.
Desde el 1820 los datos de inmigración se han registrado y archivado de manera centralizada en el Departamento de estadística de inmigración que acababa de estar creada.
En 1921 se introdujeron por primera vez las cuotas de inmigración (Ley de cuotas extraordinarias). Tres años después sigue la Ley de inmigración de 1924 (Johnson Reed Act). Ambas leyes introdujeron la restricción de inmigración de Europa del Sur y del Este a favor de la inmigración de Europa del Norte y del Oeste.
En 1965 se tomó una nueva ley (Hart-Cellar Act) que abolía las cuotas racistas. En Estados Unidos comenzaron a tomar en consideración el orden de presentación de las solicitudes y cuestiones de reunificación de las familias.

## Situación actual
Aproximadamente la mitad de los inmigrantes que residen en los Estados Unidos son las personas naturales de México y otros países de América Latina. Como regla, los inmigrantes modernos son más jóvenes que la población nativa de los Estados Unidos siendo de notar que la gente en la edad de 15 a 34 años predomina considerablemente. Hasta los años 1930 la mayoría de los inmigrantes legales han sido los hombres. Hacia los años 1990 las mujeres han formado un poco de la mitad de todos los inmigrantes legales.

## Legislación de inmigración
La inmigración en Estados Unidos es regulada por varias leyes:
- Ley de inmigración y ciudadanía de 1965 (Hart–Celler Act);
- Ley de inmigración de 1990 (IMMACT). Limita el número anual de los inmigrantes hasta 700 000 personas. En la ley se subraya que la reunificación de las familias es el criterio principal de inmigración como adición a la inmigración relacionada con la inserción profesional;
- Ley de lucha contra el terrorismo (AEDPA);
- Ley contra la inmigración ilegal (IIRIRA).
- Programas y recursos estatales y comunitarios que facilitan el acceso a atención prenatal, apoyo alimentario y asistencia básica para mujeres inmigrantes embarazadas, con elegibilidad que varía según el estatus migratorio y el estado.[11]

Los Estados Unidos reconocen el derecho de los asilados al refugio según las normas internacionales. Cada año el presidente de Estados Unidos envía al Congreso la iniciativa de una cuota a los asilados según Ley de inmigración y ciudadanía de 1965. 60% de las solicitudes de cobijamiento en los Estados Unidos se rechazan.